# Pier 11/Wall Street
Pier 11/Wall Street es un muelle que ofrece accesos a transbordadores y barcos de excursión en el East River en el puerto de Nueva York y Nueva Jersey. Está ubicado al este de South Street y FDR Drive, al sur de Wall Street en el Lower Manhattan, Nueva York. La terminal de transbordadores tiene cinco embarcaderos (A, B, C, D, E), cada uno con dos literas, y es utilizada por cuatro empresas privadas. A poca distancia, el transporte público incluye las líneas 1, N, R y W del metro de Nueva York en la estación South Ferry–Calle Whitehall y las líneas 2 y 3 en Wall Street; las rutas M55, M15, M15 SBS, M20 del MTA Bus Company y el Ferry de Staten Island en la terminal de Whitehall.

## Servicio

### SeaStreak

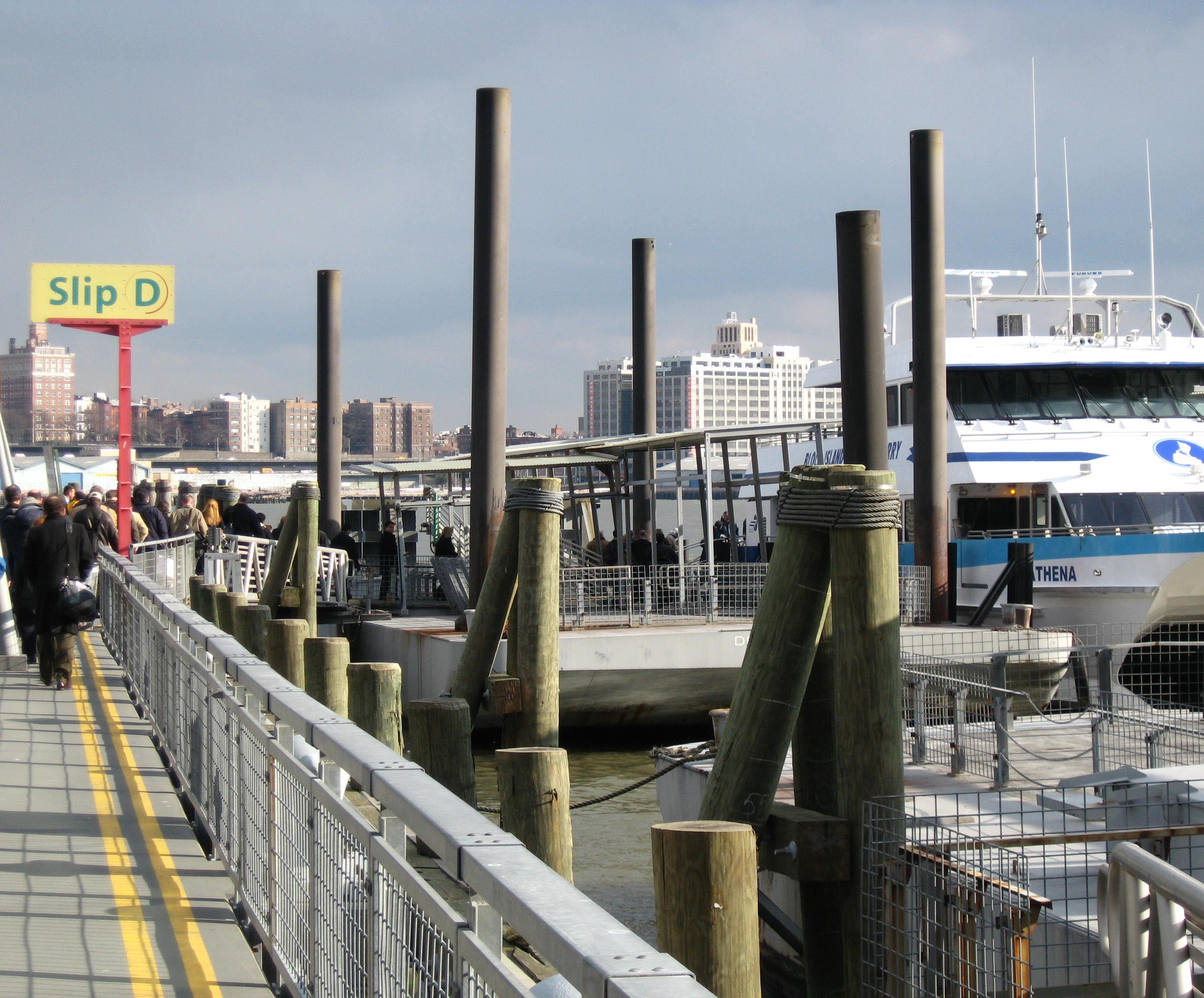
Catamarán SeaStreak en Slip D

Los catamaranes SeaStreak operan a diario hasta Raritan Bayshore en el condado de Monmouth. La mayoría de los viajes se originan en East 34th Street Ferry Landing con servicio de transporte en horas pico desde / hacia la terminal de ferry de Battery Park City. Después de hacer escala en el Pier 11/Wall Street, los barcos continúan por The Narrows hasta las terminales de Atlantic Highlands o Highlands.
Las excursiones de temporada y los viajes turísticos incluyen el servicio a Sandy Hook, Yankee Stadium, Hudson Valley y Martha's Vineyard.
SeaStreak anteriormente operaba un servicio de pasajeros de lunes a viernes a Rockaway, Queens. El servicio comenzó en noviembre de 2012 a raíz del huracán Sandy, que dañó gravemente la infraestructura del metro en Queens y Brooklyn, pero se suspendió en octubre de 2014 una vez que se completaron todos los trabajos de reparación.

### NY Waterway

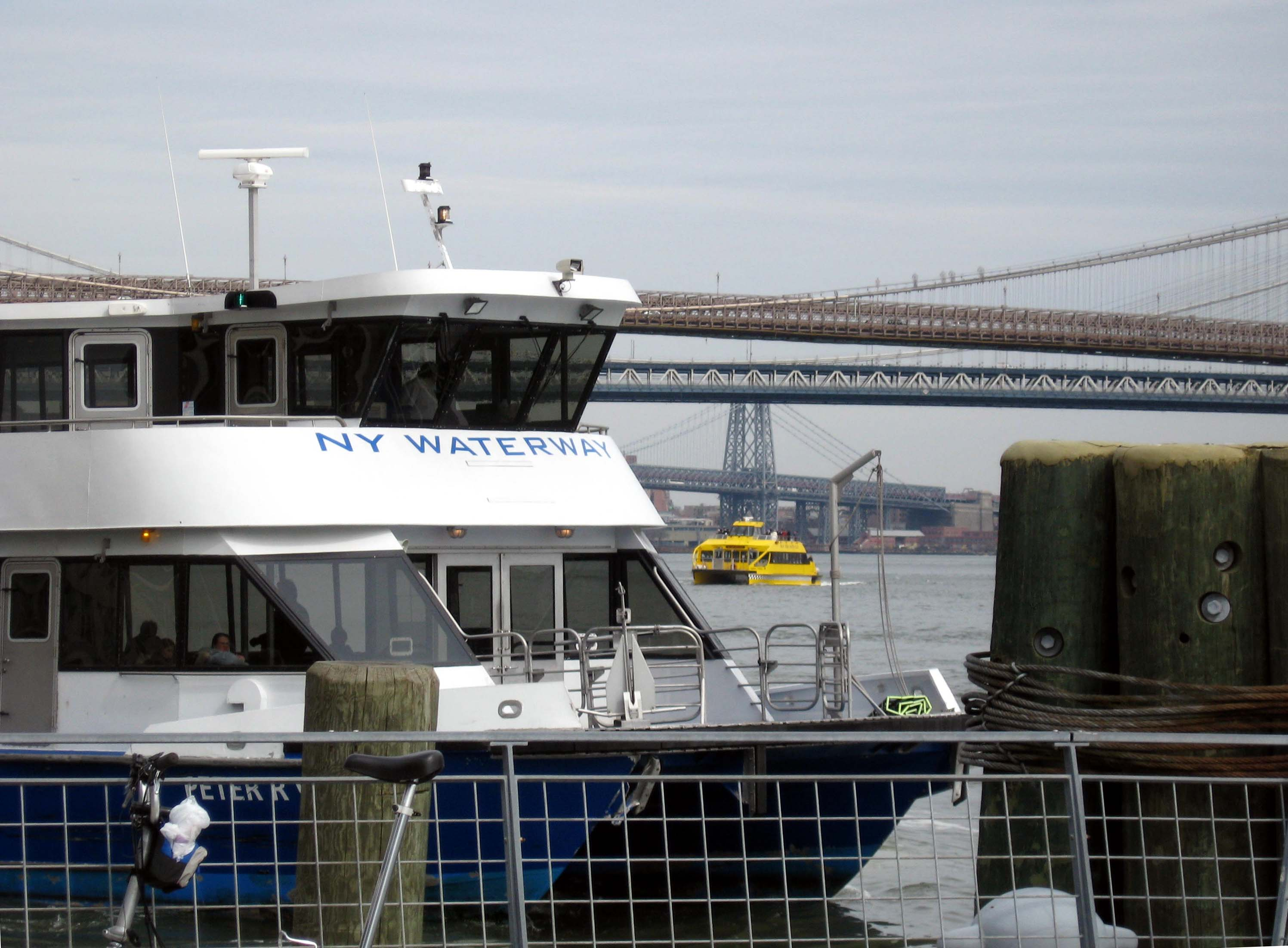
Vista desde el Pier 11 mirando al norte a los puentes de Brooklyn, Manhattan y Williamsburg

El NY Waterway opera transbordadores con destino a puntos a lo largo de Hudson River Waterfront Walkway en el condado de Hudson como Weehawken Port Imperial, Hoboken Terminal, Paulus Hook Ferry Terminal, Paulus Hook / Morris Canal Basin y Port Liberte. El servicio de cercanías va hasta Belford Harbour en Raritan Bayshore.

### New York Water Taxi
El New York Water Taxi opera el IKEA Express Shuttle que conduce la tienda IKEA en Red Hook. Aunque los boletos de ferry de lunes a viernes comienzan desde 5 dólares, los pasajeros que realicen compras de más de 10 dólares pueden obtener un reembolso en el costo del boleto. El ferry es gratuito los fines de semana. A 2021, el servicio está temporalmente suspendido debido a la pandemia de COVID-19 en Nueva York.

### New York Beach Ferry
El New York Beach Ferry opera un servicio estacional de fin de semana de verano / feriado a Riis Landing, cerca de Fort Tilden en Jacob Riis Park en el Área de Recreación Nacional Gateway.

### NYC Ferry
Pier 11 Wall Street es la terminal de todas las rutas de transbordadores de Nueva York, a excepción de South Brooklyn y las futuras rutas de St. George. En 2016, la ciudad elaboró planes para las rutas a Bay Ridge, Rockaway, Governors Island, Astoria, Lower East Side y Soundview. El 1 de mayo de 2017, la ruta Rockaway de NYC Ferry comenzó a operar y la ruta del East River de NY Waterway se transfirió a la operación de NYC Ferry. La ruta de Bay Ridge comenzó el 1 de junio, un mes después, y la ruta de Astoria comenzó el 29 de agosto del mismo año. La ruta a Soundview se abrió el 15 de agosto de 2018, seguida por la ruta del Lower East Side dos semanas después, el 29 de agosto, que luego se suspendió el 18 de mayo de 2020. Pier 11/Wall Street solía ser la terminal norte de la línea South Brooklyn, antes de que la línea se extendiera para terminar en Corlears Hook el 18 de mayo de 2020.